# Acanthaxius spinosissimus
Acanthaxius spinosissimus är en kräftdjursart som först beskrevs av M. J. Rathbun 1906.  Acanthaxius spinosissimus ingår i släktet Acanthaxius och familjen Axiidae. Inga underarter finns listade i Catalogue of Life.